# PalaMilone
Il PalaMilone è il palazzetto dello sport che sorge all'interno della città di Crotone, chiamato così in onore del celebre lottatore greco antico Milone.
Facente parte di un progetto della Giunta comunale guidata dall'allora sindaco Pasquale Senatore, che comprendeva fra l'altro la riqualificazione di numerosi quartieri e la costruzione di nuove opere pubbliche, i lavori di costruzione del PalaMilone iniziarono nel 2001, per poi terminare nel novembre 2003 ed essere inaugurata nello stesso anno. È un impianto sportivo polivalente che può arrivare ad ospitare fino a un massimo di 3.000 spettatori.
Il 1º marzo 2011, la giunta provinciale di Crotone  ha deciso di voler stanziare 80.000 € per avviare i lavori di ristrutturazione dello stesso impianto.
Nel febbraio-marzo 2023 il PalaMilone è stato utilizzato come camera ardente per ospitare le salme dei migranti vittime del naufragio avvenuto il 26 febbraio al largo delle coste di Steccato di Cutro.

## Eventi extrasportivi al PalaMilone
- 2004 - Nek (29 marzo)
- 2004 - Max Pezzali (4 dicembre)
- 2005 - Piero Pelù (20 aprile)
- 2005 - Giorgia (1º dicembre)
- 2007 - Gigi D'Alessio (13 agosto)
- 2008 - Nino e Alessandro Fiorello (13 ottobre)
- 2008 - Beppe Grillo "Delirio Tour" (10 dicembre)
- 2009 - Gianluca Grignani (21 gennaio)
- 2009 - Fichi d'India (1º maggio)
- 2011 - Giorgio Panariello "Panariello non esiste" (5 marzo)
- 2011 - Silvio Berlusconi "Elezioni comunali del 2011" (10 maggio)
- 2013 - Raf (13 febbraio)
- 2013 - Massimo Ranieri (12 marzo)
- 2016 - Ordinazione episcopale di Antonio Giuseppe Caiazzo, arcivescovo di Matera-Irsina (2 aprile)
- 2017 - Fiorella Mannoia "Combattente – Il Tour" (28 aprile)
- 2019 - Francesco Renga "L'altra metà Tour" (23 novembre)
- 2019 - Fabrizio Moro "Figli di nessuno Tour" (8 dicembre)
- 2019 - Pio e Amedeo "La classe non è qua" (19 dicembre)
- 2020 - Balliamo sul mondo - Il musical (1º febbraio)

## Galleria d'immagini

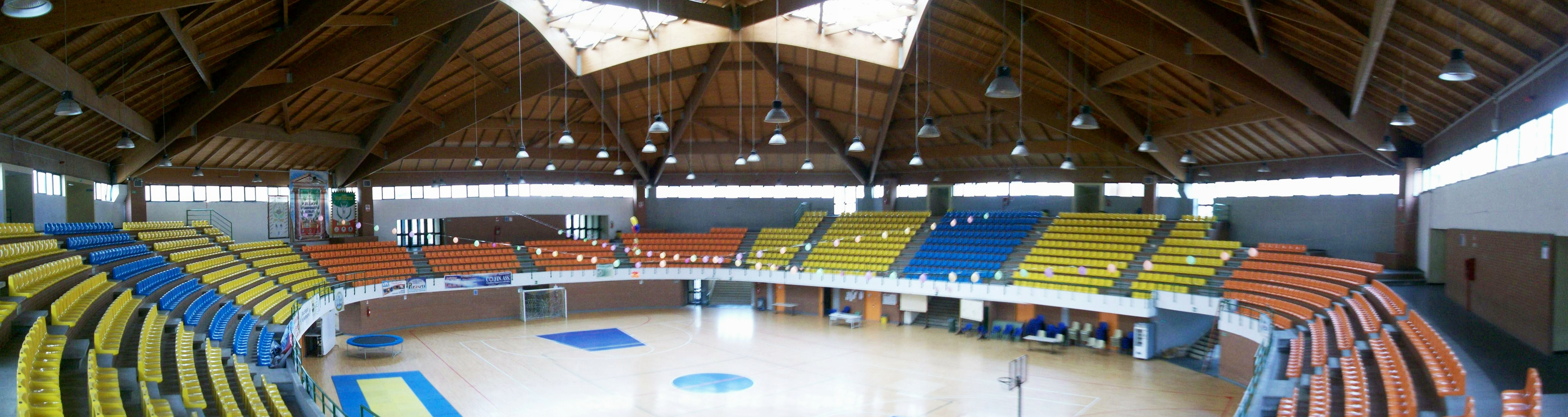
Veduta interna.
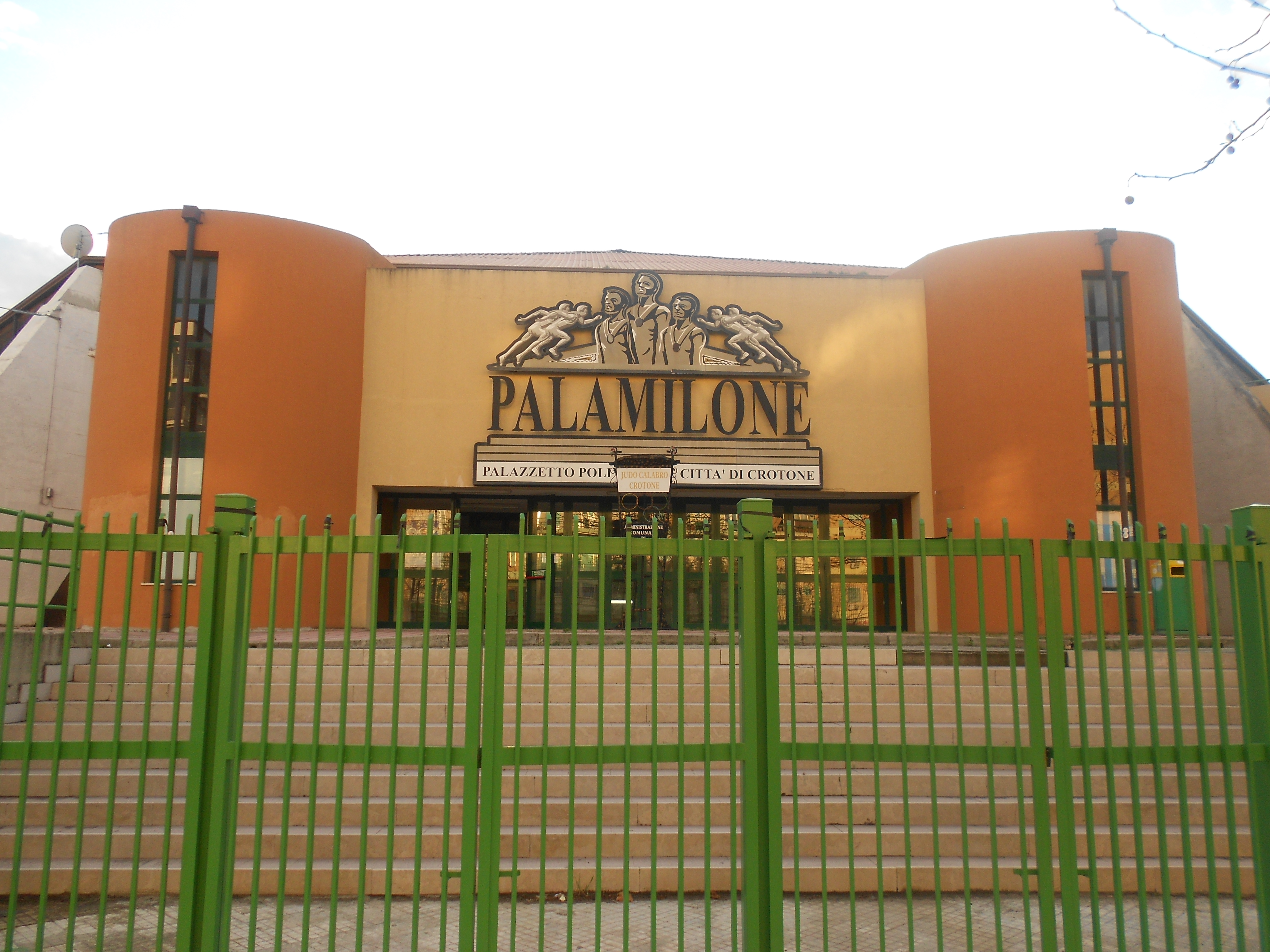
L'ingresso principale.
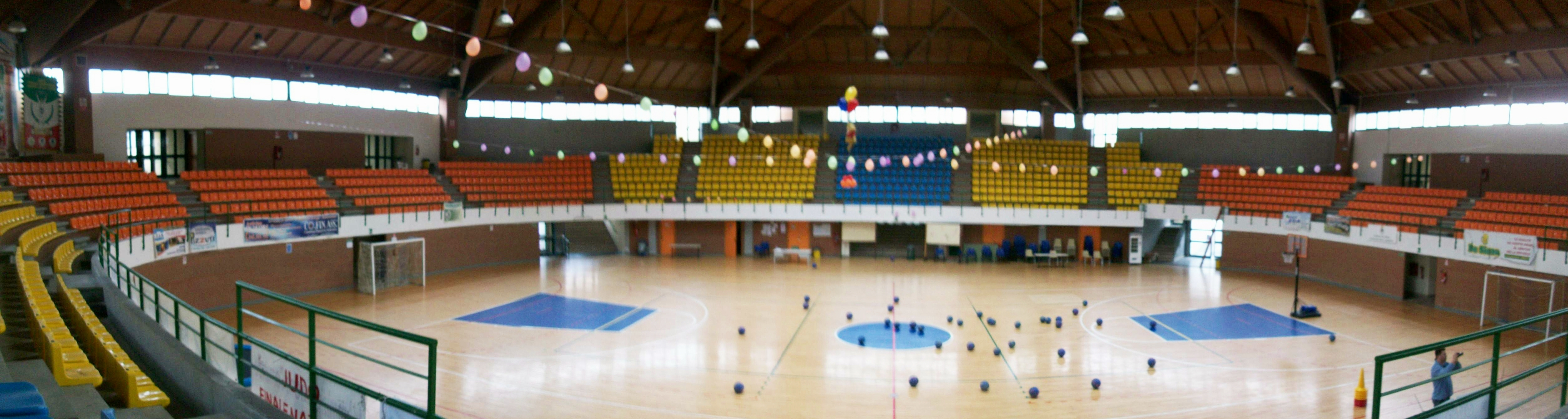
Panoramica interna.
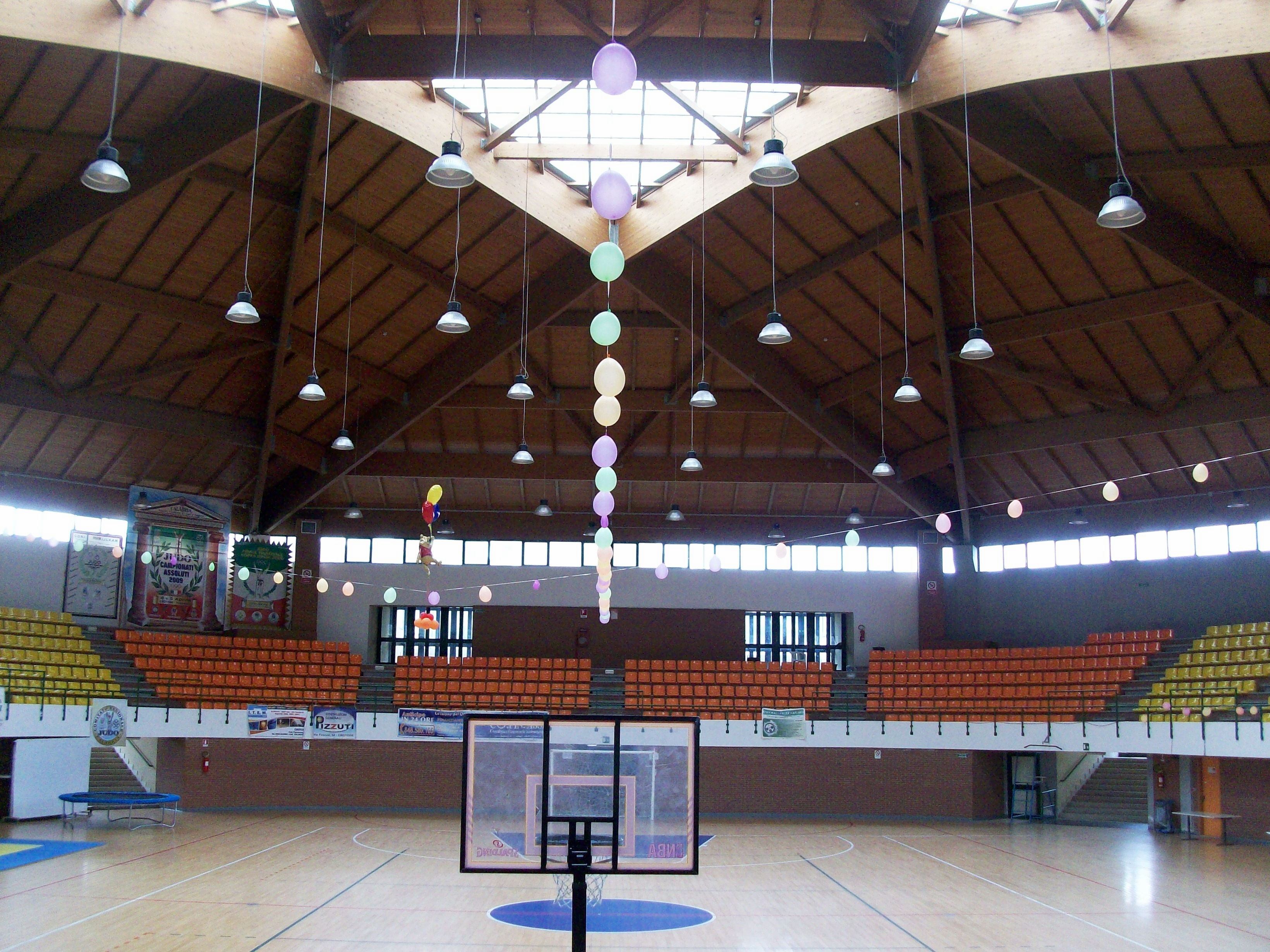
Il tetto.
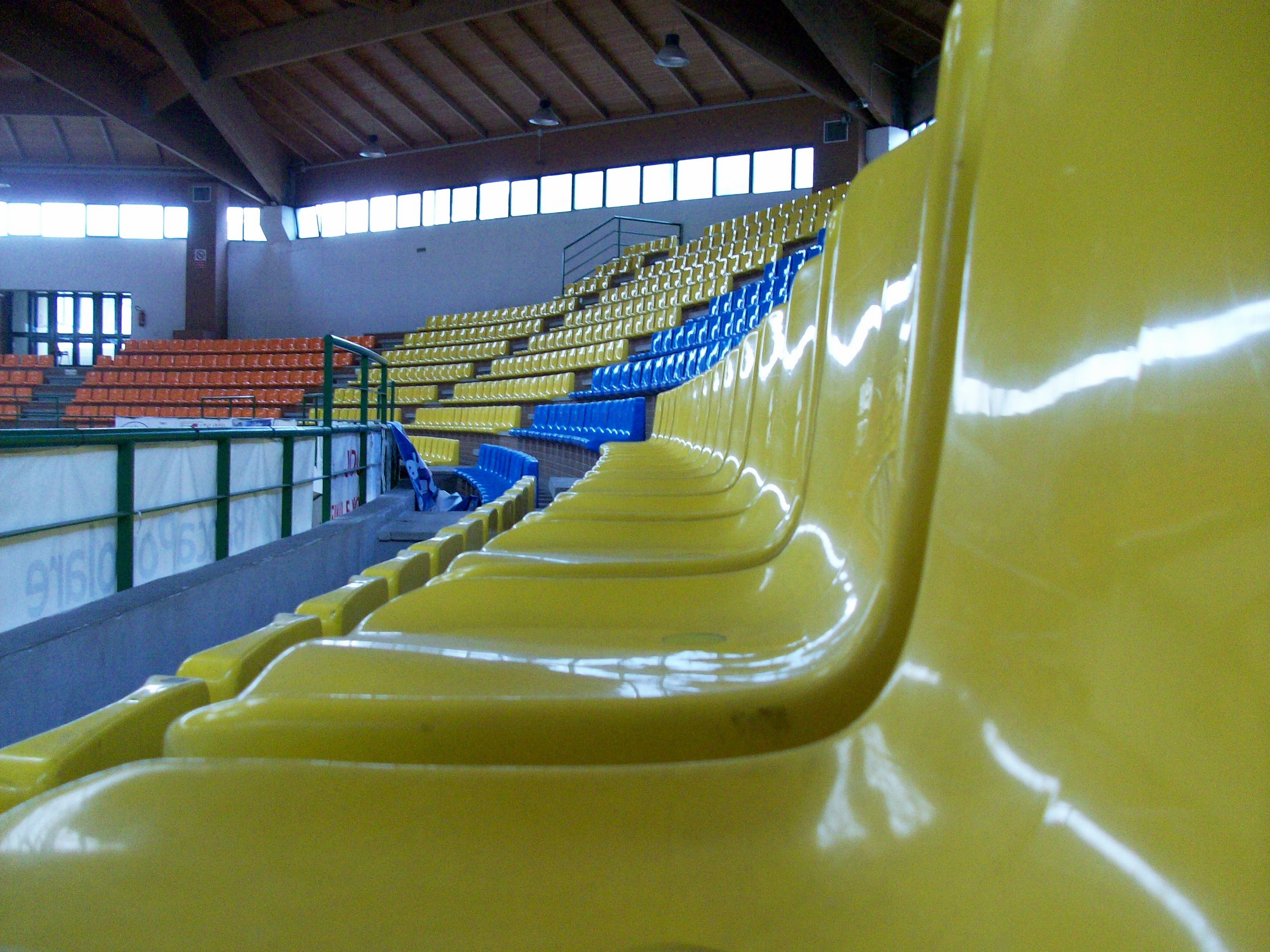
Le gradinate.
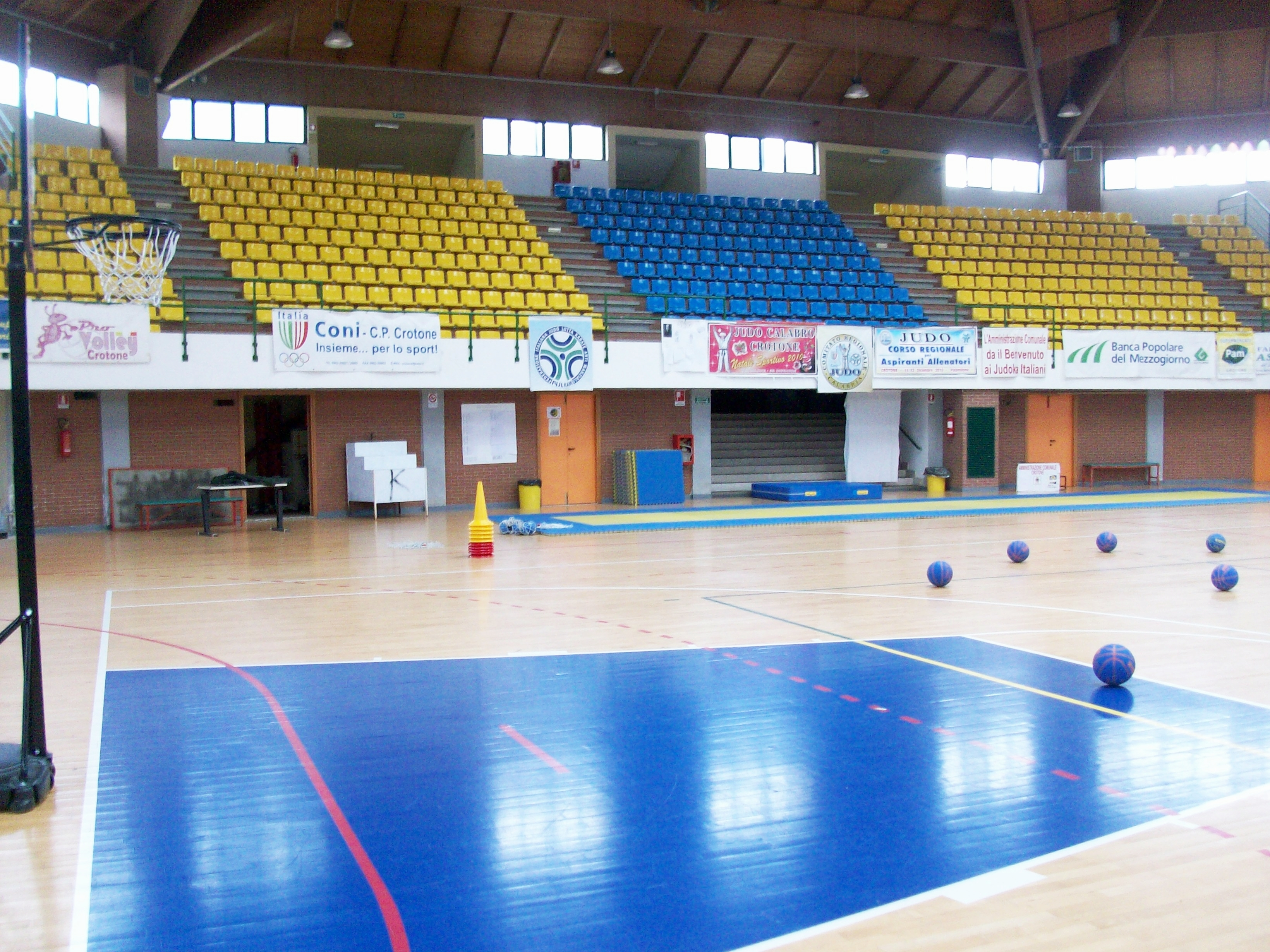
Il parquet.
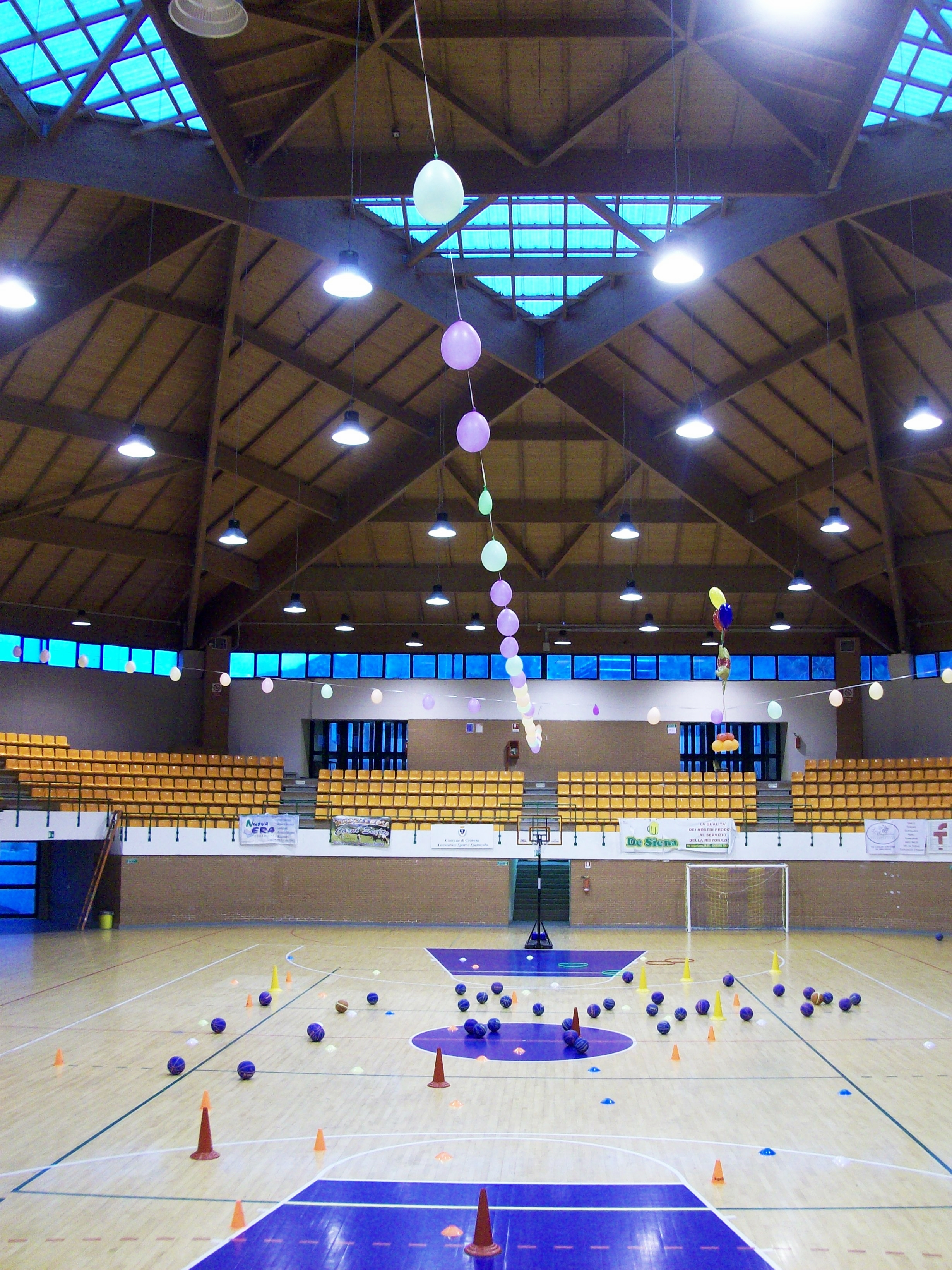
Veduta interna.